# Мультиметод
Мультиме́тод (англ. multimethod) або множи́нна диспетчериза́ція (англ. multiple dispatch) — механізм, який дозволяє вибрати одну з декількох функцій в залежності від динамічних типів або значень аргументів. Є розширенням одиночної диспетчеризації (віртуальних функцій), де вибір методу здійснюється динамічно на основі фактичного типу об'єкта. Множинна диспетчеризація узагальнює динамічну диспетчеризацію для випадків з двома або більшою кількістю об'єктів.
В явному вигляді мультиметоди підтримуються «об'єктною системою типів Common Lisp’а» (CLOS).

## Приклад
Для кращого розуміння різниці між мультиметодами і одиночною диспетчеризацією можна продемонструвати наступний приклад. Уявимо собі гру, в якій поряд з різноманітними іншими об'єктами, присутні астероїди та космічні кораблі. Коли два яких-небудь об'єкти зіштовхуються, програма повинна вибрати певний алгоритм дій, в залежності від того що із чим зіштовхнулось.
В мові з підтримкою мультиметодів, такій, як Common Lisp, код виглядав би так:
```
(
defgeneric
 
collide
 
(
x
 
y
))

(
defmethod
 
collide
 
((
x
 
asteroid
)
 
(
y
 
asteroid
))

  
;;астероїд зіштовхується з астероїдом

  
)

(
defmethod
 
collide
 
((
x
 
asteroid
)
 
(
y
 
spaceship
))

  
;;астероїд зіштовхується з космічним кораблем

  
)

(
defmethod
 
collide
 
((
x
 
spaceship
)
 
(
y
 
asteroid
))

  
;;космічний корабель зіштовхується з астероїдом

  
)

(
defmethod
 
collide
 
((
x
 
spaceship
)
 
(
y
 
spaceship
))

  
;;космічний корабель зіштовхується з космічним кораблем

  
)

```